# مباركة (فلم)
مْباركة هو فيلم مغربي من إخراج محمد زين الدين سنة 2018، وبطولة كل من فاطمة عاطف، مهدي العروبي، أحمد مستفيد، وآخرون.

## القصة
يدور الفيلم حول عبدو ذو الستة عشر عاماً الذي يعيش على أطراف خريبكة، بلدةٌ يعمل أهلها في تنقيب الفوسفاط، عبدو فتىً ودود يحبّ الخير للآخرين، وهو أيضاً إنسانٌ بسيطٌ ومتواضع لا يُضمر في نفسه شرّاً لأي أحد، وكل ما يصبو لأجله هو أن يستعيد نعمة الكرامة البشرية عن طريق تعلم القراءة والكتابة.
أمه بالتبني، القابلة مباركة، تحمي مكانتها الاجتماعية الممتازة باستغلال ونشر الجهل بين الناس، شعيب، رجلٌ في الحادي والثلاثين من العمر يملأ قلبه تشاؤمٌ أعمى احترف سرقة جيوب الناس، ويعاني من مرضٍ جلدي، ويقنع عبدو شعيب أن يعود معه إلى مباركة علّها تستطيع أن تشفي مرضه: وهكذا تتقاطع أقدار هؤلاء الثلاثة وتدور على فلك الوهم.

## جوائز وتشريفات
حصل الفيلم على منحة مؤسسة الدوحة للأفلام لمرحلة ما بعد الإنتاج، كما شارك في مهرجان خريبكة للسينما الإفريقية، والمهرجان الوطني للفيلم بطنجة.
كما حصل الفيلم على أربعة جوائز في الدورة العشرين للمهرجان الوطني للفيلم بطنجة، هي جائزة لجنة التحكيم والإخراج وجائزتي أول دور نسائي لفاطمة عاطف وأول دور رجالي للمهدي العروبي.
وشارك الفيلم في عدة مهرجانات دولية ونال جوائز وتنويهات في بعضها. وتم توزيع الفيلم في القاعات السينمائية الوطنية يوم 25 شتنبر 2019.
كما حصلت الممثلة فاطمة عاطف على جائزة أحسن ممثلة من مهرجان مالمو السويدي للسينما العربية في دورته التاسعة.

## روابط خارجية
- مقالات تستعمل روابط فنية بلا صلة مع ويكي بيانات